# Прогресс (Ковалевский сельсовет)
Прогре́сс (бел. Прагрэс) — деревня в составе Ковалевского сельсовета Бобруйского района Могилёвской области Республики Беларусь.

## Население
- 1999 год — 72 человека
- 2010 год — 33 человека